# Pauropus zelandus
Pauropus zelandus är en mångfotingart som beskrevs av Hilton 1943. Pauropus zelandus ingår i släktet grovfåfotingar, och familjen fåfotingar. Inga underarter finns listade i Catalogue of Life.